# Кјуза ди Пезио
Кјуза ди Пезио (итал. Chiusa di Pesio) је насеље у Италији у округу Кунео, региону Пијемонт.
Према процени из 2011. у насељу је живело 2429 становника. Насеље се налази на надморској висини од 571 м.

## Становништво
| 1936. | 1951. | 1961. | 1971. | 1981. | 1991. | 2001. | 2011. |
| ----- | ----- | ----- | ----- | ----- | ----- | ----- | ----- |
| 4.553 | 4.467 | 4.017 | 3.628 | 3.509 | 3.389 | 3.703 | 3.730 |